# Хранитель: Легенда об Омаре Хайяме
«Хранитель: Легенда об Омаре Хайяме» (англ. The Keeper: The Legend of Omar Khayyam) — фильм о жизни персидского писателя-интеллектуала Омара Хайяма.

## Сюжет
XXI век. Надер, умирающий брат 12-летнего Камрана, рассказывает историю о том, что он является прямым потомком великого персидского математика, астронома и поэта XI века Омара Хайяма. История в семье передаётся от одного поколения к другому, и теперь это его обязанность сохранить историю и передать её для будущих поколений.
Фильм переносит нас в эпическое прошлое XI века, где дружбу между Омаром Хайямом и Хасаном Саббахом разрушает их взаимная любовь к красивой девушке по имени Дайя.

## В ролях
Персонажи XI века:
- Дэниэл Блэк — маленький Омар
- Бруно Ластра — Омар Хайям
- Мария Эспиноса — Дайя
- Кристофер Симпсон — Хасан ибн Саббах
- Раде Шербеджия — имам Муаффак (Низам аль-Мульк)
- Мориц Бляйбтрой — Мелик-шах I

Персонажи XXI века:
- Ванесса Редгрейв — мисс Сангорски
- Дайан Бэйкер — мисс Тейлор
- Кевин Эндинг — Том
- Ричард Диллард — начальник Мансура